# Нга (народ)
Нга (также на) — народ на северо-востоке Индии. Проживают главным образом в округе Верхний Субансири штата Аруначал-Прадеш. Население сконцентрировано в деревнях: Тайинг, Эсная, Лингбинг, Тонгла, Йейя, Рединг, Реди, Даду. По данным на 2000 год численность этноса составляет около 1500 человек. Наиболее родственная этническая группа — тагины. Язык нга относится к ветви тани тибето-бирманской семьи.
Исповедуют тибетский буддизм, однако на культуру народа оказывает влияние и добуддийское прошлое. Проживают в домах из камня и древесины. Занимаются сельским хозяйством, насколько это позволяют высокогорные условия. Основные с/х культуры включают кукурузу, просо и ячмень. Из животных держат яков и овец.